# Mai Nakamura (pływaczka synchroniczna)
Mai Nakamura (jap. 中村麻衣; ur. 13 stycznia 1989 w Kobe) – japońska pływaczka synchroniczna, medalistka olimpijska z Rio de Janeiro.
W 2012 startowała na letnich igrzyskach olimpijskich w Londynie, biorąc tam udział w rywalizacji drużyn. W tej rywalizacji zajęła 5. pozycję dzięki uzyskanemu rezultatowi 187,63 pkt. Cztery lata później na letnich igrzyskach olimpijskich, które rozegrano w Rio de Janeiro, ponownie startowała jedynie w rywalizacji drużyn. Dzięki uzyskanemu rezultatowi 189,2056 pkt Japonka wywalczyła brązowy medal olimpijski.
Począwszy od 2009 roku, pięciokrotnie startowała w mistrzostwach świata – medale zdobywała na czempionatach w Kazaniu (4 brązowe) i Budapeszcie (2 brązowe).
W latach 2010–2014 na igrzyskach azjatyckich (Kanton, Inczon) wywalczyła cztery srebrne medale.